# Sint-Martinuskerk (Meyerode)

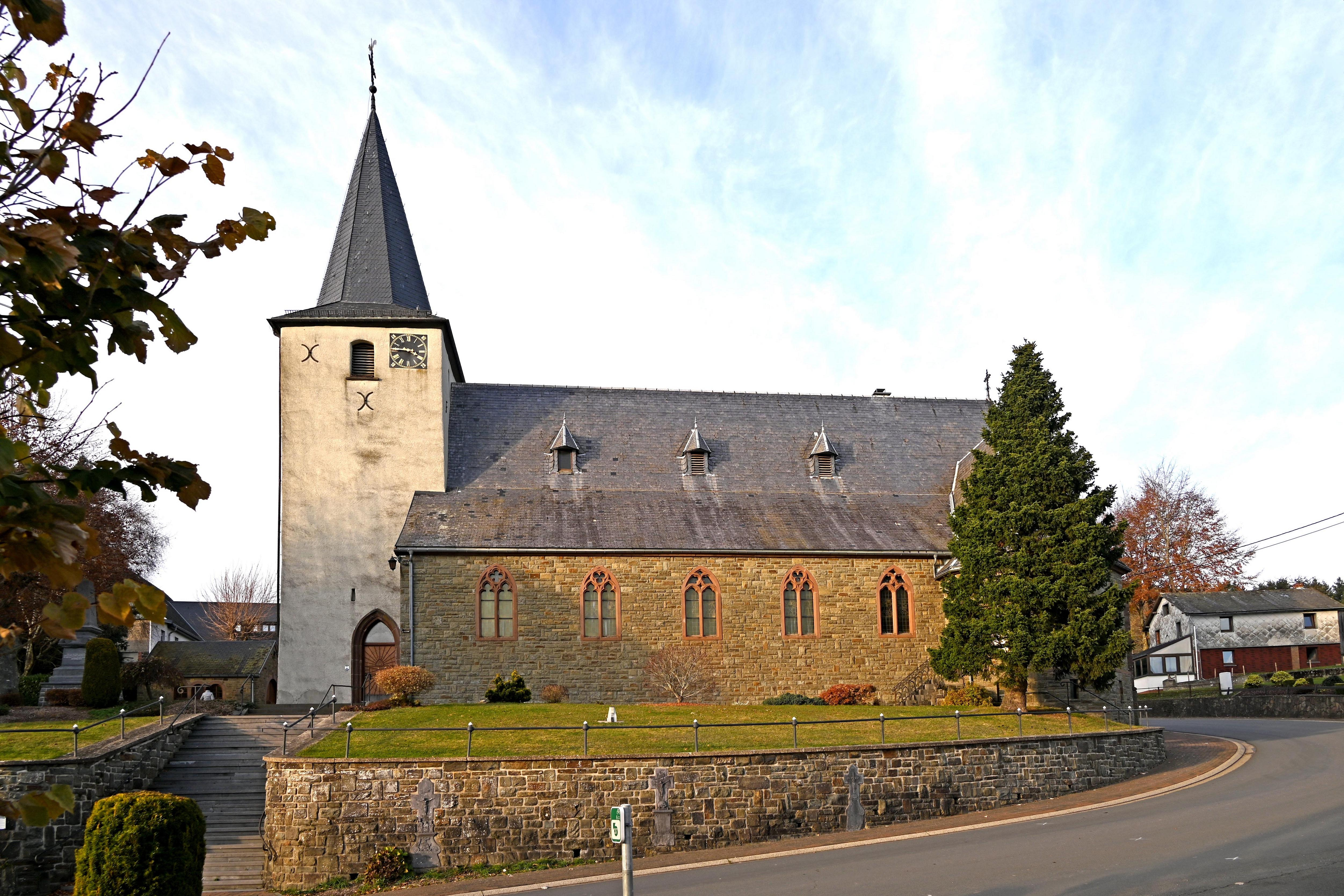
Sint-Martinuskerk

De Sint-Martinuskerk is de parochiekerk van de tot de gemeente Amel behorende plaats Meyerode in de Belgische provincie Luik.

## Geschiedenis
Zeker in 1401 was er al sprake van een kerkgebouw in Meyerode. Mogelijk is de toren van de huidige kerk afkomstig van genoemde kerk. Deze toren is gebouwd in breuksteen die gepleisterd werd en in muurankers het jaartal 1568 toont, maar waarschijnlijk dus ouder is.
Het schip was oorspronkelijk gotisch, en de vensters, in rode zandsteen, zouden stammen van de 15e of 16e eeuw (al wordt beweerd dat ze in 1884 werden vernieuwd). Ook zijn er huismerken in het gebouw te vinden. In 1928-1929 zou de kerk, naar ontwerp van Henri Cunibert, voor een deel gewijzigd zijn in neogotische trant. Dit gold vooral de zijbeuken en het koor.
De ombouw -zoals vermeld in enkele bronnen van monumentenzorg- zou echter niet hebben plaatsgevonden. Tot aan de Tweede Wereldoorlog was het schip eenbeukig. Tijdens deze oorlog werd het schip geheel verwoest, waarbij toren en koor behouden bleven. In 1953 werd het schip geheel gesloopt en het koor, dat behouden moest blijven, stortte tijdens deze werkzaamheden in. Men heeft toen een nieuw, en groter, koor gebouwd met behoud van enkele onderdelen van het oorspronkelijke koor, zoals enkele sluitstenen en de deurpost naar de sacristie.
In de kerkhofmuur zijn enkele leistenen grafkruisen gemetseld. Daarnaast is er in de kerk een middeleeuwse grafzerk.